# Антуріум
Анту́ріум (Anthúrium) — рід вічнозелених рослин родини кліщинцевих (Araceae).
Можливо, найчисленніший рід серед своєї родини, деякі джерела наводять понад 1000 видів.
Латинська назва роду утворена від давньогрецьких слів, що означають «квітка» і «хвіст».

## Ботанічний опис

### Життєві форми
Трав'янисті вічнозелені рослини, іноді лазять і дуже рідко Деревоподібні. Антуріуми можуть зустрічатися в різних формах, але головним чином це епіфіти, що ростуть на деревах, з повітряним корінням, що спускається до лісової підстилки дощового тропічного лісу. Є серед них багато наземних видів, зустрічаються напівепіфіти, тобто рослини, що починають рости з насіння у верхньому ярусі лісу і потім дають повітряні корені, що спускаються до землі, або починають своє життя, як наземні рослини, а потім, піднімаючись на дерево, перетворюються на епіфітів. Є серед антуріумів і літофіти. Деякі перебувають у симбіотичних відносинах з колоніями робочих мурашок. У видів саван стебло зредуковане; груба товста пластинка листа порівняно вузька і сильно витягнута, черешок дуже короткий; в основі рослини формуються повітряні кореневі гнізда з спрямованими вгору кореневими закінченнями, покритими веламеном.

### Стебла і листя
Стебла товсті, нерідко укорочені і з укороченими міжвузлями, рідше стебла подовжені, довжиною 15-30 см. Листки різноманітної форми (лопатоподібні, округлі, з тупими вершинами) і розсічення (від цілісних до складнорозсічених). Черешки завжди з генікулумом. Листя розташовуються, в основному, на кінцях стебел, хоча наземні види не мають такої тенденції. Листя можуть бути вертикальними або зібраними в розетку, довжиною до 100 см у деяких видів (наприклад, у Anthurium angamarcanum), а у Anthurium acutissimum навіть до 118 см завдовжки. Поверхня листя може бути матовою, напівглянсової або глянсової, структура листків від шкірястою до тендітної, на зразок паперу. В умовах вологого тропічного лісу листя антуріуму мають унікальну здатність повертати свої листя слідом за сонцем так, як соняшник повертає своє суцвіття. У більш сухому навколишньому середовищі листя утворюють розетку, на зразок пташиного гнізда, в якій скупчуються рослинні залишки, що дозволяють накопичувати воду і отримувати натуральне добриво. Наземні види антуріумів і антуріуми-епіфіти часто мають серцеподібну форму листя; інші ростуть на зразок виноградної лози з розетками ланцетоподібних листків.

### Суцвіття і квітки

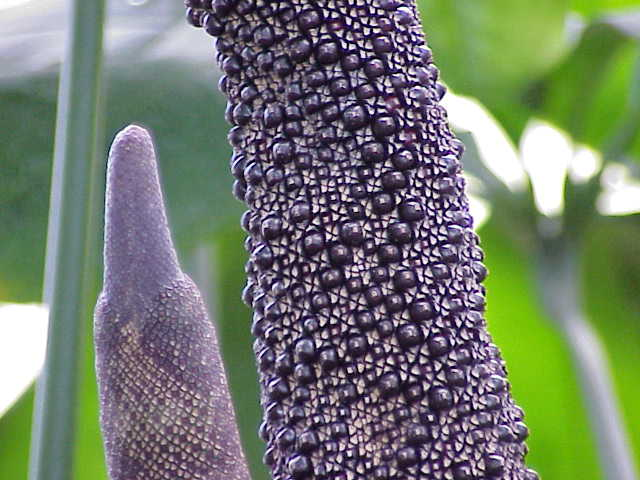
Суцвіття Anthurium digitatum

Покривало суцвіття частіше зелене або біле, але нерідко і яскраво забарвлене, подібно оцвітини, в червоний, фіолетовий, рожевий кольори, а може бути і різнобарвним. За структурою покривало може бути шкірястим. Колір покривала може змінюватися від блідо-зеленого до білого, рожевого, помаранчевого або яскраво-червоного (як у антуріума Андре).
Суцвіття — початок, який може бути булавоподібний, конусоподібної, спіральної або кулястої форми і білого, зеленого, червоного, рожевого, фіолетового кольору або комбінації цих кольорів. Квітки щільно розташовані на качані серіями спіралей і схожі на ромби і квадрати. Квітки завжди обох статей, зазвичай з чотиричленною оцвітиною і чотирма тичинками; гінецей сінкарпний; приймочка частіше дископодібна; зав'язь 2-гніздова, з 1-2 насінними зачатками в кожному гнізді.

### Цвітіння
Цвітіння антуріумів своєрідно. Під час жіночої фази в квітках видно тільки рильця, тичинки ж приховані в поглибленнях оцвітини і квітка виглядає жіночою. На рильцях в цей час з'являються краплі солодкуватої в'язкої рідини, яка приваблює запилювачів. Після того, як рідина підсохне і рильце перестає сприймати пилок, з-під сегментів оцвітини з'являються тичинки. Досягаючи повного розвитку, вони у деяких видів сильно витягуються і закривають рильце. Іноді ж після запилення тичинки швидко втягуються до основи оцвітини, і квітка знову виглядає жіночою. Тривалість цвітіння антуріумів за спостереженнями американського дослідника Т. В. Кроата може тривати від декількох годин до декількох тижнів. Квітки антуріуму випускають безліч ароматів, від ледь відчутного до дуже сильного, приємного або смердючого, залежно від запитів запилювачів. У різних видів антуріумів запахи розрізняються за хімічним складом і з'являються в різний час доби. Квітки антуріумів приваблюють різних комах: бджіл, мух, жуків, ос.

### Плоди

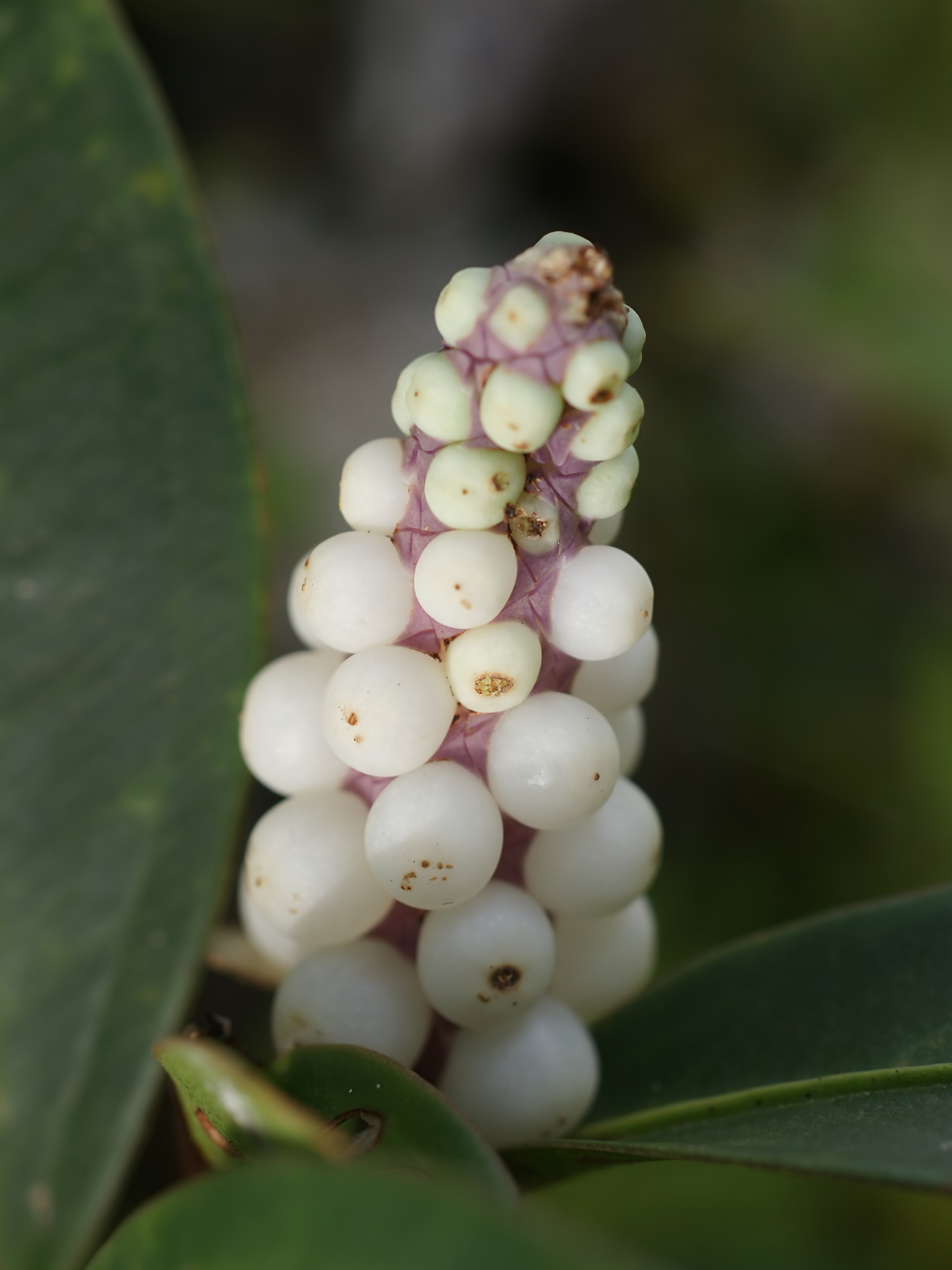
Плоди Anthurium obtusum

Плоди — соковиті, м'ясисті ягоди, що містять від одного до безлічі насіння. Колір ягід від яскраво-червоного до чорного, ягоди можуть бути також двобарвними або смугастими. Насіння плоско-опукле, з м'ясистим ендоспермом. Ягоди розносяться зазвичай тваринами, переважно птахами. У міру дозрівання ягода як би видавлюється з оцвітини і повисає на двох ниткоподібних смужках, закріплених на частинах оцвітини.

## Поширення і екологія
Походить з тропічних і субтропічних районів Центральної і Південної Америки. Північна межа ареалу знаходиться в Мексиці, південна — в Парагваї і на півночі Аргентини.
Антуріуми широко поширені в Андах Південної Америки і в Кордильєрах Центральної Америки, від рівня океану до 3400 м над рівнем моря. Високогірні види в основному є епіфітами. У нижньому поясі гір, на висотах 100—300 м над рівнем моря, поширена особлива група антуріумів, що мешкають в саванах.
Цікаво, що якщо викинути антуріум у болото то через декілька років він повністю пристосується до середовища і там буде його плантація

## Культивування
Культивується велика кількість сортів і форм, отриманих на основі декількох десятків видів і близько сотні гібридів антуріумів. У культурі застосовується як садова, кімнатна або декоративна рослина. Рослина примхлива, швидше оранжерейна, ніж кімнатна. Вдома її найлегше вирощувати в тераріумі.
Антуріуми вимогливі до світла, тепла і вологості повітря. Освітлення має бути яскравим, але розсіяним. Температура повітря влітку 20-25 °C, взимку 16-18 °C. Полив регулярний м'якою водою, влітку рясний, взимку помірний. Ґрунт має бути постійно вологий, але застою води рослина не переносить. Воду з піддону необхідно зливати. Листя потрібно часто обприскувати і протирати вологою губкою. Для підвищення вологості повітря горщик поміщають в піддон з мокрим мохом. Стебла також рекомендується обкладати вологим мохом, це стимулює зростання додаткового коріння і полегшує догляд за рослиною. Навесні і влітку антуріум підгодовують раз на два тижні, чергуючи органічні добрива з мінеральними.
Розмножують вегетативно або насінням.
При роботі з рослинами слід пам'ятати, що сік антуріумів отруйний.
Шкідники: попелюха, щитівка. Молоді пагони і суцвіття сильно вражаються попелицею, тому влітку рекомендуємо раз на місяць проводити профілактичні обприскування проти попелиці.

## Види
З безлічі відомих видів найбільшу популярність отримали кілька — популярних у квіткарів за свої декоративні якості:
- Anthurium andraeanum — Антуріум Андре, великий вид, що вирощується зазвичай в оранжереях
- Anthurium crystallinum — Антуріум кришталевий, декоративнолистяний вид
- Anthurium scherzerianum — Антуріум Шерцера, найбільш поширений кімнатний вид

До інших відомих видів відносяться:
- Anthurium armeniense — Антуріум вірменський
- Anthurium bakeri — Антуріум Бакера
- Anthurium bellum — Антуріум гарний
- Anthurium crassinervium — Антуріум товстожилковий
- Anthurium digitatum — Антуріум пальчастий
- Anthurium forgetii — Антуріум Форгета
- Anthurium leuconeurum — Антуріум білонервовий
- Anthurium magnificum — Антуріум відмінний
- Anthurium radicans
- Anthurium regale — Антуріум королівський
- Anthurium scandens — Антуріум повзучий
- Anthurium veitchii — Антуріум Віча
- Anthurium warocqueanum — Антуріум Варока